# Haavard Nord

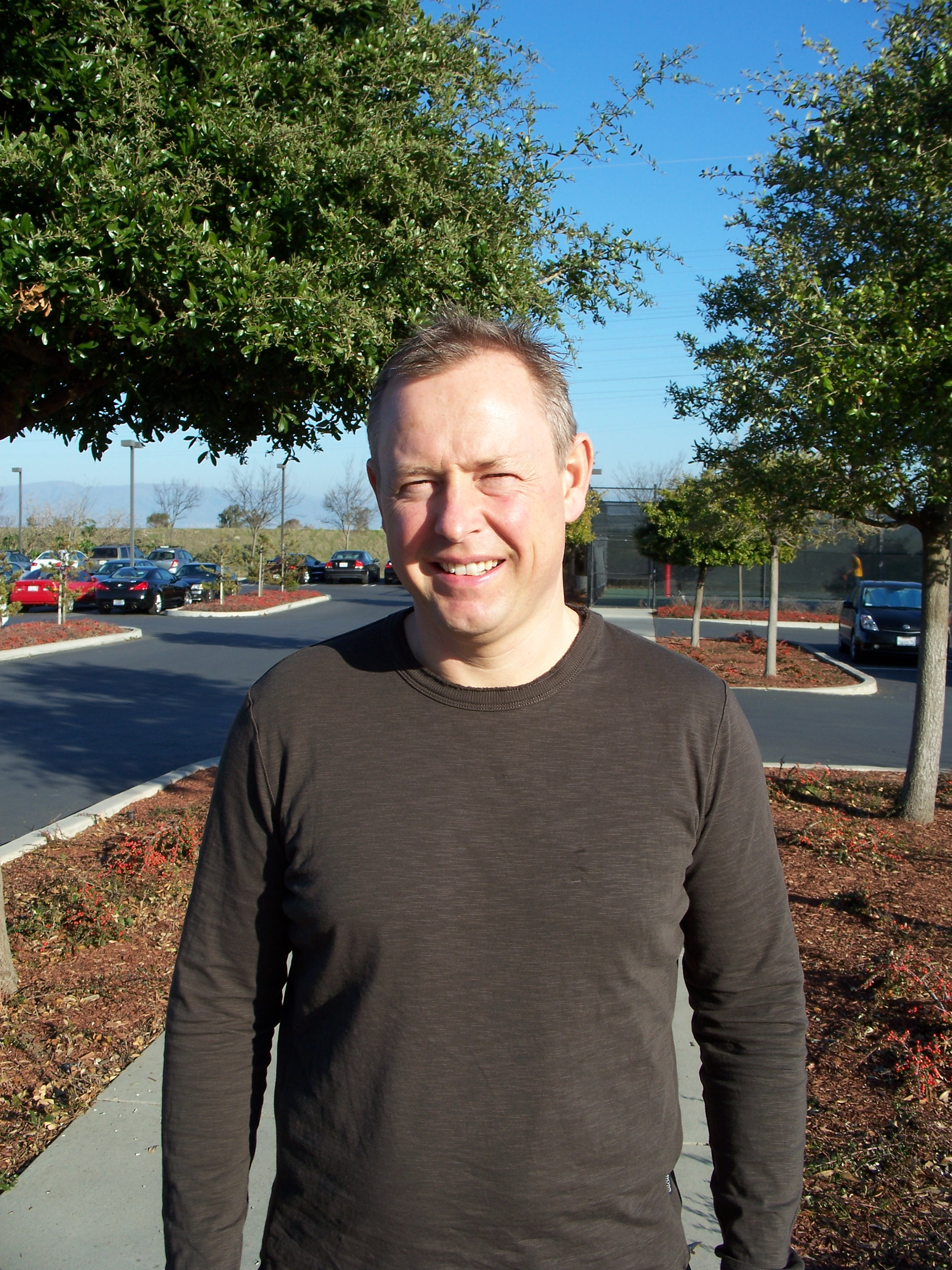
Haavard Nord

Haavard Nord ist ein norwegischer Programmierer und Unternehmer.

## Leben
Nord lebt zurzeit in Bærum. Er graduierte an der norwegischen technischen Hochschule mit einem Master in Informatik.
1990 arbeitete er zusammen mit Eirik Chambe-Eng in der Softwareentwicklung für Ultraschallgeräte an einem Trondheimer Krankenhaus. Unzufrieden mit den Werkzeugen für plattformübergreifende Softwareentwicklung entwickelten sie Qt. 1994 gründeten sie dann die Firma Trolltech und 2008 die Trolltech Stiftung. Seit 2012 ist er Berater bei FSN Capital Partners. Im September 2015 gründete er Conclude mit, ein Software-Startup, das sich auf No-Code-Apps für die Produktivität von Unternehmen spezialisiert hat. Zwei Jahre später gründete er mit Ståle Løvbukten und Alexander Storkaas das FinTech Startup Ownersroom mit Hauptsitz in Oslo.